# Султан Египта
Султан Египта — титул правителя Египта, который носили правители из династии Айюбидов, Мамлюки (1250—1517) и правители из династии Мухаммада Али с 1914 по 1922 год.
За свою долгую историю Египет управлялся фараонами, халифами, султанами, пашами, королями и президентами.
В период 661—750 гг. Египтом правила династия арабских халифов — см. Омейяды (Умайяды, Умаййады).
В период 750—972 гг. Египтом правила династия арабских халифов — см. Аббасиды (араб. العبّاسيّون‎, Abbāsīyūn).
В период 972—1171 гг. Египтом правила династия шиитских халифов  — см. Фатимиды (араб. الفاطميون).
Султанами охватывается период с 1171 по 1517 годы.
1171 — имело место вторжение Саладина.
В период с 1171—1250 Египтом правила династия султанов курдского происхождения — см. Айюбиды (Эйюбиды).
В период (1250—1517) Египтом правили султаны мамлюкского происхождения.
Истории известно две «династии» мамлюкских султанов, а именно:
- Бахриты (1250—1382) — преимущественно была тюркского происхождения[1].
- Бурджиты (1382—1517) — преимущественно были выходцы с Кавказа[1].

## Айюбидский султанат
С 1171—1250 Египтом правила династия Айюбидов. Представители главной линии династии Айюбидов правили Египтом (1169—1252, с 1174 года с титулом Султан), являясь при этом сюзереном для боковых линий династии, правивших в разных регионах Ближнего Востока (в Палестине, Сирии, Ираке, Аравии, Малой Азии).
Первоначально вассалы династии Зенгидов в Халебе. Посланные в 1169 году атабеком
Нур ад-Дином Махмудом на помощь фатимидскому халифу для организации сопротивления крестоносцам, получили от него должность великого везира Египта. После смерти в 1171 году последнего халифа аль-Адид ли-Дини-Ллаха ликвидировали Фатимидский халифат, формально объявили Египет частью государства султаната Зенгидов и признали духовную власть Аббасидов.
В 1174 году провозгласили независимость от династии Зенгидов и начали обширные завоевания.
Её основатель Салах-ад-Дин низложил шиитскую династию Фатимидов, опираясь на тюркско-сельджукские войска, находившиеся в Египте. Власть Айюбидов распространилась на Киренаику, Триполитанию, Йемен, Сирию, верхнюю Месопотамию. Они нанесли ряд поражений крестоносцам, преследовали шиитов. В религиозной жизни укреплялось господство суннизма. Все выходцы из рода Айюба имели в самостоятельном правлении отдельные провинции. В 1238 году государство распалось на уделы. В 1250 году мамлюки убили последнего султана из Айюбидов и захватили власть.
Держава Айюбидов делилась на многочисленные уделы. Глава династии носил титул султана, прочие члены династии — маликов и амиров.
| Лакаб, алам, насаб правителя      | Вступил в должность | Покинул должность | Титулы (жирным выделены наиболее известные в истории)     |
| --------------------------------- | ------------------- | ----------------- | --------------------------------------------------------- |
| Асад ад-Дин Ширкух ибн Шади       | 18 января 1169      | 23 марта 1169     | Великий везир, аль-Малик аль-Мансур Амир аль-Диуюш        |
| Салах ад-Дин Юсуф ибн Айюб        | 23 марта 1169       | 4 марта 1193      | Великий везир, аль-Малик ан-Насир I, с 1174 года — Султан |
| Имад ад-Дин Усман ибн Юсуф        | 4 марта 1193        | 1198              | Султан аль-Малик аль-Азиз                                 |
| Насир ад-Дин Мухаммад ибн Усман   | 1198                | 1200              | Султан аль-Малик аль-Мансур                               |
| Сайф ад-Дин Ахмад ибн Айюб        | 1200                | 1218              | Султан аль-Малик аль-Адиль I                              |
| Насир ад-Дин Мухаммад ибн Ахмад   | 1218                | 1238              | Султан аль-Малик аль-Камиль I                             |
| Сайф ад-Дин Абу Бакр ибн Мухаммад | 1238                | 1240              | Султан аль-Малик аль-Адиль II                             |
| Наджм ад-Дин Айюб ибн Мухаммад    | 1240                | 1249              | Султан аль-Малик ас-Салих II                              |
| Гияс ад-Дин Туран-шах ибн Айюб    | 1249                | 1250              | Султан аль-Малик аль-Муаззам                              |
| Музаффар ад-Дин Муса ибн Масуд    | 1250                | 1252              | Султан аль-Малик аль-Ашраф                                |

## Мамлюкский султанат

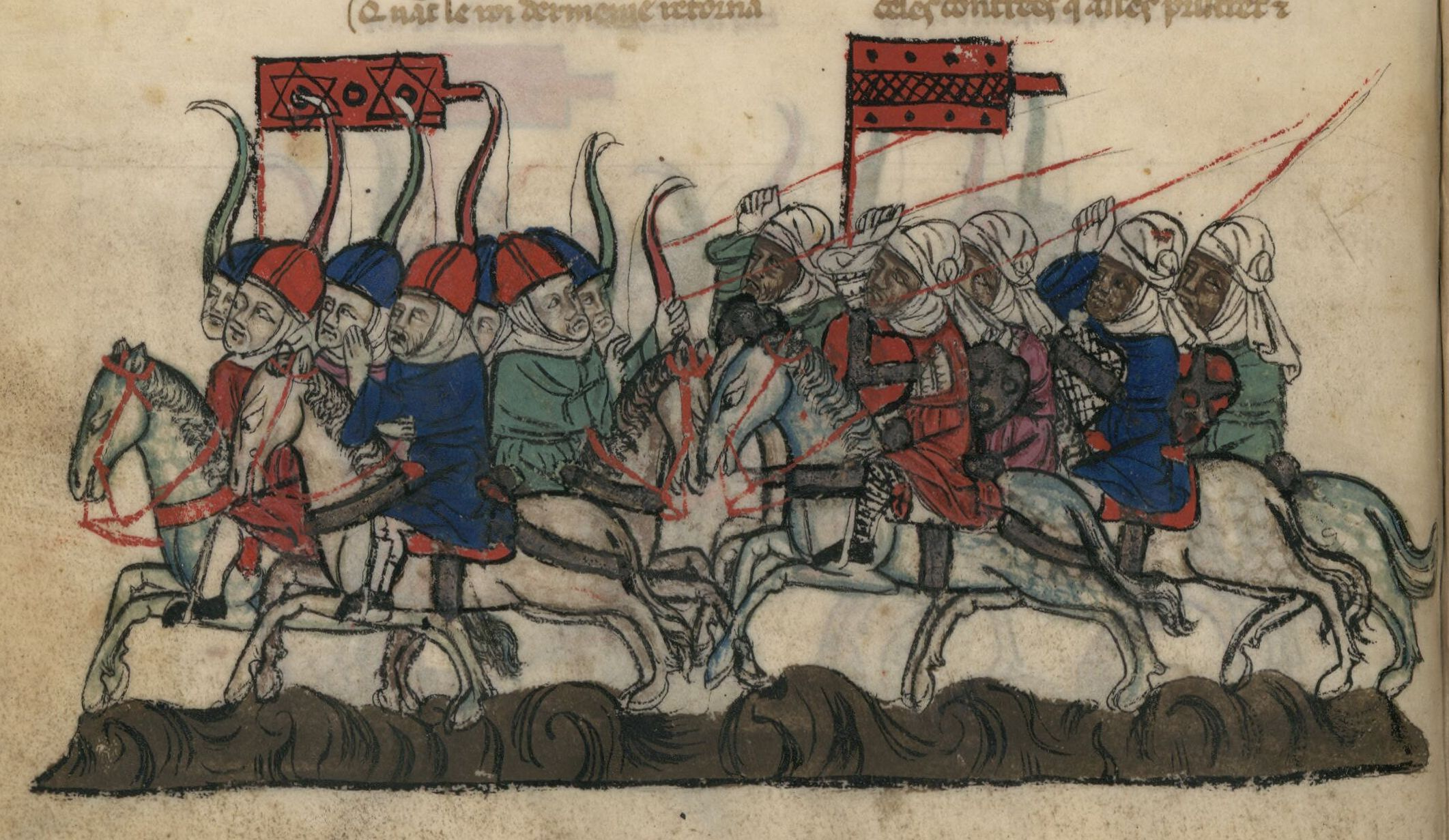
Мамлюки в бою. Иллюстрация рукописи «Истории» Хетум Патмича

В XI—XII вв. правящая в Египте династия Айюбидов привлекала мамлюков для несения военной службы. В 1250 году лидеры мамлюков-тюрок отстранили Айюбидов, взяв власть в Египте в свои руки. Через 10 лет мамлюки под командованием султана Бейбарса разгромили монголо-татар в битве при Айн Джалуте. В 1268 году ими были разгромлены крестоносцы, а ещё через 5 лет — исмаилиты-низариты. Владения Мамлюкского султаната включали Сирию и Палестину и часть территории Северной Африки. Мамлюки положили конец существованию на юге Малой Азии армянского царства Рубенидов.
Мамлюки были ревнителями суннитского ислама. После разгрома монголо-татарами Багдадского халифата они снова возродили Аббасидский халифат. Однако реальная светская власть принадлежала не Аббасидским халифам, а мамлюкским султанам. Под защитой мамлюков находились и священные города мусульман, Мекка и Медина. При мамлюках наблюдался подъем культурной жизни в султанате.
В 1516 году турки-османы во главе с султаном Селимом I разгромили мамлюков в сражении при Марж Дабике возле Алеппо, и присоединили их владения к Османской империи. Мамлюки сохранили своё влияние в Египте в качестве влиятельного сословия вплоть до 1811 года, когда египетский султан Мухаммад Али распорядился истребить их.
Правление мамлюков осуществлялось двумя династиями — Бахриты (1250—1390) и Бурджиты (1390—1516).

### Бахриты
Династия Бахритов
| Имя                            | Годы правления                  | Примечание |
| ------------------------------ | ------------------------------- | --- |
| Шаджар ад-Дурр                 | 1250                            | вдова аль-Малика ас-Салиха ад-дина Айюба |
| Айбек аль-Муизз                | 1250—1257                       | Происходил из туркменов, во всяком случае, в среде мамлюков он был известен как Айбек ат-Туркмани. |
| аль-Мансур Али                 | 1257—1259                       | Настоящими правителями страны при пятнадцатилетнем Али были могущественные эмиры Санджар аль-Халаби, атабек султана, Санджар аль-Гатми, лидер остававшихся в Египте бахритов, и Кутуз аль-Му’иззи, фаворит Айбека.                                                                            |
| Кутуз аль-Музаффар             | 1259—1260                       | Был старшим эмиром мамлюков аль-Му‘изза Айбека, после прихода к власти последнего занял пост наместника султаната Египта. |
| Бейбарс I аль-Бундукдари       | 1260—1277                       | Известен успешными войнами в Палестине и Сирии против монгольских ильханов и европейских крестоносцев. |
| Саид Берке-хан                 | 1277—1280                       | Отрёкся в августе 1279 года. На престол был возведён семилетний брат Берке-хана Саламыш под опекой Калауна. |
| Бадруддин Саламыш              | 1280                            | Через несколько после возведения на трон свергнут Калауном, который принял титул султана. |
| Сайфуддин Калаун               | 1280—1290                       | До воцарения на трон Калаун занимал пост командующего сотней. Он отличился в походах против Хулагуидов, М. Армении и монголов (1272), которые пытались вновь укрепиться в Сирии после разгрома при Айн-Джалуте (1260).                                                                        |
| аль-Ашраф Халиль               | 1290—1294                       | Сын султана Калауна, старший брат ан-Насира Мухаммеда. Более всего известен завоеванием последнего из государств крестоносцев в Палестине, закончившимся захватом Акры в 1291 году. |
| Ан-Насир Мухаммад              | 1294—1295, 1299—1309, 1309—1340 | Он был младшим сыном султана Калауна и братом султана аль-Ашраф Халиля. Его мать имела монгольское происхождение. Он и умер в Каире в 1341 году. |
| аль-Адиль Китбуга              | 1295—1297                       | В юности был захвачен в плен после поражения монгольской армии при Хомсе (1260). Приобретён эмиром аль-Мансуром Калауном и стал сначала одним из его личных мамлюков — Мансури, а после длительной службы — приближённым эмиром ставшего султаном Калауна и затем его сына аль-Ашрафа Халиля. |
| Ладжин аль-Мансур              | 1297—1299                       | |
| Бейбарс II аль-Джахангир       | 1309                            | |
| Абу Бакр аль-Мансур            | 1340—1341                       | |
| Куджук аль-Ашраф               | 1341—1342                       | |
| Ахмад ан-Насир                 | 1342                            | |
| Исмаил ас-Салих                | 1342—1345                       | |
| Шабан I аль-Камиль             | 1345—1346                       | |
| Хаджжи I аль-Музаффар          | 1346—1347                       | |
| Аль-Хасан ан-Насир             | 1347—1351, 1354—1361            | |
| Салих Салахуддин               | 1351—1354                       | |
| Мухаммад аль-Мансур Салахуддин | 1361—1363                       | |
| Шабан II аль-Ашраф             | 1363—1376                       | согласно некоторым источникам Шабан II был казнен во время беспорядков, охвативших Египет. Однако другие источники утверждают, что он скончался во время паломничества в Мекку. |
| Али аль-Мансур                 | 1376—1382                       | |
| Хаджжи II ас-Салих             | 1382, 1389—1390                 | |

### Бурджиты
Династия Бурджитов
| Имя                     | Годы правления       | Примечание |
| ----------------------- | -------------------- | --- |
| Баркук аз-Захир         | 1382—1389, 1390—1399 | Основатель династии Бурджитов, родился в Черкесии. Утвердился на престоле в 1382 г. При нём все эмирские должности были заняты черкесами, вследствие чего все последующие султаны выходили только из среды черкесов. Перед смертью провозгласил своим наследником 13-летнего сына Фараджа.                    |

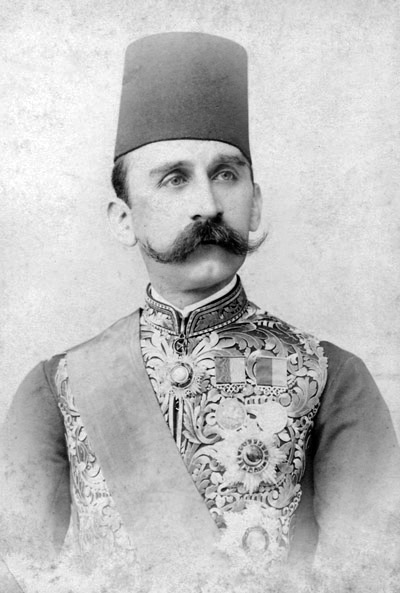
Султан Хусейн Камиль

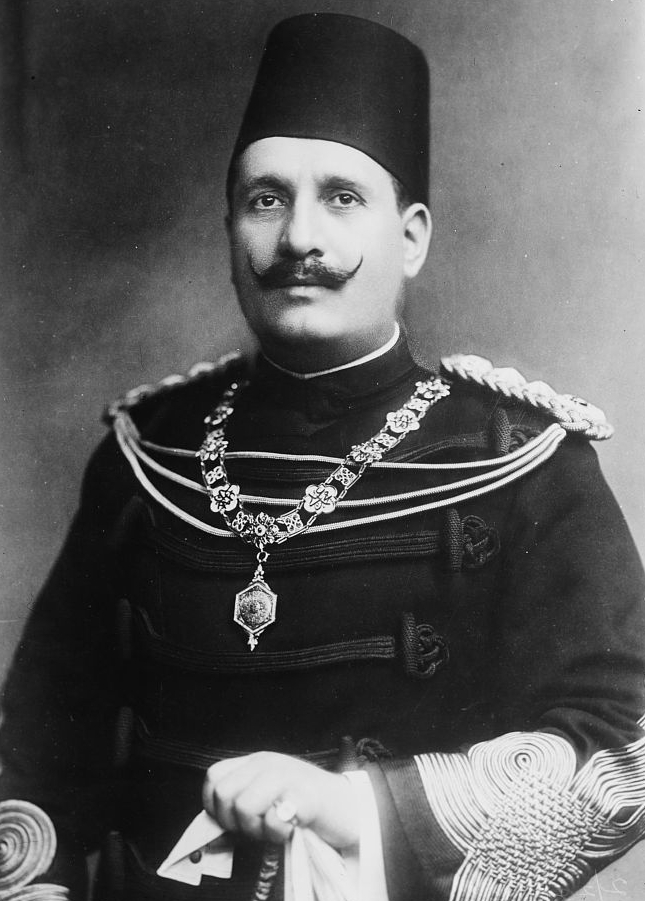
Султан Ахмед Фуад I

| Фарадж ан-Насир         | 1399—1405, 1405—1412 | Сын Баркука, рожденный греческой невольницей. |
| Абдул-Азиз аль-Мансур   | 1405                 | В 1405 группа мамлюков попыталась возвести на престол Абдул-Азиза аль-Мансура. Его правление продолжалось всего несколько месяцев. |
| Абуль-Фадль аль-Мустаин | 1412                 | В 1412 г. Фарадж ан-Насир предпринял очередной поход в Сирию, взяв с собой халифа аль-Мустаина. Султан потерпел поражение и был осажден в Дамаске. Сирийцы взяли в плен халифа и провозгласили его султаном. Аль-Мустаин упорно отказывался от этой сомнительной чести.                                       |
| Шайх аль-Муайяд         | 1412—1421            | Через несколько месяцев после того, как аль-Мустаин взошёл на трон, Шайх аль-Муайяд отстранил его от власти и сам стал султаном. |
| Ахмад I аль-Музаффар    | 1421                 | После восхождения на престол почти сразу тот был низложен эмиром Татаром, который велел казнить всех приспешников Шайха аль-Муайяд. |
| Татар аз-Захир          | 1421                 | Через три месяца после восхождения на престол Татар аз-Захир заболел и умер. Трон передал своему 10-летнему сыну Мухаммаду I. |
| Мухаммад I ас-Салих     | 1421—1422            | Взошёл на трон после смерти отца. Низложен управляющим султанского дворца Барсбоем а 1422 году. |
| Барсбой аль-Ашраф       | 1422—1438            | Низложил Мухаммада I ас-Салиха. Был алчным, вспыльчивым и жестоким правителем. |
| Юсуф аль-Азиз           | 1438                 | В 1438 г. Барсбой умер, завещав престол своему сыну Юсуфу. В том же году он был смещён своим опекуном Джакмаком. |
| Джакмак аз-Захир        | 1438—1453            | Сместил с престола Юсуфа аль-Азиза. Подавил все мятежи в Сирии, после чего начал войну с Родосом. |
| Усман аль-Мансур        | 1453                 | Сын Джакмака. Был жестоким, глупым и алчным правителем. Смещён в результате восстания мамлюков. |
| Инал аль-Ашраф          | 1453—1461            | В 1453 г. мамлюки подняли против Усмана аль-Мансура восстание и провозгласили султаном командовавшего до этого в войне против Родоса египетским флотом, эмира Инала. |
| Ахмад II аль-Муайяд     | 1461                 | Сын Инала аль-Ашрафа. Смещён мамлюками после нескольких месяцев правления. |
| Хушкадам аз-Захир       | 1461—1467            | После свержения Ахмада II аль-Муайяда мамлюки возвели на престол управлявшего до этого султанским доменом, грека Хушкадама. |
| Билбай аз-Захир         | 1467—1468            | Пришёл к власти после смерти Хушкадама аз-Захира. Служил марионеткой в руках мамлюков. |
| Тимур-буга аз-Захир     | 1468                 | Пришёл к власти после смерти Билбая аз-Захира. Служил марионеткой в руках мамлюков. |
| Кайт-бей                | 1468—1496            | Пришел к власти в 1468 году. Он был жестоким, умным и дальновидным. При нём в 1485 г. началась первая война с турками, проходившая на территории малоазийских княжеств. Выиграл оба сражения и в 1491 г. заключил выгодный для Египта мир, по которому турки отказались от притязаний на Альбистан и Киликию. |
| Мухаммад II ан-Насир    | 1496—1498            | Попытался вооружить египетскую армию огнестрельным оружием, но большинство мамлюков сочли эту реформу нечестивой. Молодой султан был убит в 1498 г. в Газе. |
| Кансух аз-Захир         | 1498—1500            | Избран султаном после смерти Мухаммад II. Убит через два года после начала правления. |
| Джанбалат аль-Ашраф     | 1500—1501            | Избран султаном после смерти Кансуха аз-Захира. Правил в течение короткого времени. |
| Туман-бай I аль-Адиль   | 1501                 | Избран султаном после смерти Джанбалата аль-Ашрафа. Правил в течение короткого времени. |
| Кансух аль-Гаури        | 1501—1516            | Занял при поддержке эмиров трон в 1501 году в возрасте 60 лет. До этого был главным визирем. |
| Туман-бай II аль-Ашраф  | 1516—1517            | Избран султаном после смерти Кансуха аль-Гаури. До этого исполнял обязанности наместника Египта. После неудачного восстания в Каире Туман-бай попал в плен к туркам и был казнён. |

## Султанат Египет
В декабре 1914 г. министерство иностранных дел Великобритании объявило о том, что Египет переходит под английский протекторат. 19 декабря англичане низложили хедива Аббаса II, который в то время находился в Стамбуле. Власть перешла его дяде Хусейну Камилю, который принял титул султана. После смерти Хусайна в 1917 г. власть перешла к его младшему брату Ахмеду Фуаду I. Став султаном, Фуад быстро обрел поддержку в рядах египетских националистов, которые создали в стране мощное движение за создание независимого египетского государства. Вспыхнувшее в 1919 году восстание было жестоко подавлено, но освободительная борьба не завершилась. В конце 1921 г. страну охватило новое восстание, которое заставило правительство Великобритании признать независимость Египта.

### Хусейн Камиль
Хусейн Камиль (араб. السلطان حسين كامل‎; 21.10.1853, Каир — 9.10.1917, Каир) — султан Египта с 19 декабря 1914 по 9 октября 1917 года, во время британского протектората над Египтом. Хусейн Камиль был сыном хедива Исмаила-паши, который правил Египтом с 1863 по 1879 год. Хусейн Камиль был объявлен султаном Египта 19 декабря 1914 года, после того, как 5 ноября 1914 года оккупационные британские войска свергли его племянника, хедива Аббаса Хильми II. Вновь созданный Султанат Египет был объявлен британским протекторатом. Это положило конец де-юре османского суверенитета над Египтом, который после захвата власти в 1805 году Мухаммедом Али был в значительной степени номинальным. После смерти Хусейна Камиля его единственный сын, принц Камалуд-дин Хусейн отказался от престола, и тогда власть в султанате перешла к его брату Ахмеду Фуаду I.

### Ахмед Фуад I
Ахмед Фуад I (26 марта 1868 — 28 апреля 1936) — султан (1917—1922), а затем Король Египта и Судана (1922—1936). Сменил титул после того, как 28 февраля 1922 года Великобритания в одностороннем порядке формально признала независимость Египта. Правление Фуада было ознаменовано противостоянием с партией Вафд, требовавшей полной, а не формальной независимости Египта. В 1930 году, пытаясь упрочить королевскую власть, Фуад I отменил конституцию 1923 года, заменив её новой, в которой парламенту отводилась только консультативная роль, однако в связи с широким общественным протестом был вынужден вернуть прежнюю конституцию в 1935 году. После смерти Фуада I трон унаследовал его сын Фарук I.